# Marina Granovskaia
Marina Vladimirovna Granovskaia (em russo: Марина Владимировна Грановская; nascida em 13 de janeiro de 1975) é uma executiva de negócios russo-canadense que atuou como diretora do Chelsea de 2014 a 2022. Ela também foi assistente-chefe de Roman Abramovich por mais de dez anos.

## Carreira profissional
Granovskaia estudou na Faculdade de Línguas Estrangeiras da Universidade Estatal de Moscou e se formou em 1997. Ela começou a trabalhar como assistente pessoal de Roman Abramovich na Sibneft em 1997. Em 2003, ela se mudou para Londres, quando Abramovich comprou o Chelsea. Ela também trabalhou para a Millhouse Capital, outra empresa de propriedade de Abramovich.

### Chelsea Football Club
Granovskaia se envolveu em transferências e negociações contratuais para o Chelsea, tornando-se representante do proprietário no clube em 2010 e, em seguida, entrando para o conselho do Chelsea em junho de 2013. Em 2014, ela foi promovida a executiva-chefe do clube. O The Times afirmou que a promoção a tornou a "mulher mais poderosa do futebol".
Sua tarefa de gerenciar transferências às vezes a colocava em desacordo com os gerentes que tinham suas próprias ideias sobre quem vender ou comprar durante a janela de transferências. Ela também foi responsável por intermediar o acordo de patrocínio do time com a Nike, que financiará £ 60 milhões por ano ao clube até 2032.
Granovskaia foi descrita como 'A Dama de Ferro' e 'uma das melhores diretoras de clube do futebol mundial'. Em 2018, a Forbes a classificou como a número 5 na lista das 'Mulheres mais poderosas do esporte internacional".
Marina Granovskaia recebeu o prêmio de Melhor Diretora de Clube no futebol europeu no Golden Boy Awards em 13 de dezembro de 2021. Em 22 de junho de 2022, foi anunciado que Granovskaia deixaria o Chelsea no final da temporada 2021–22, após a mudança de propriedade do clube.